# Women’s Coronation Procession

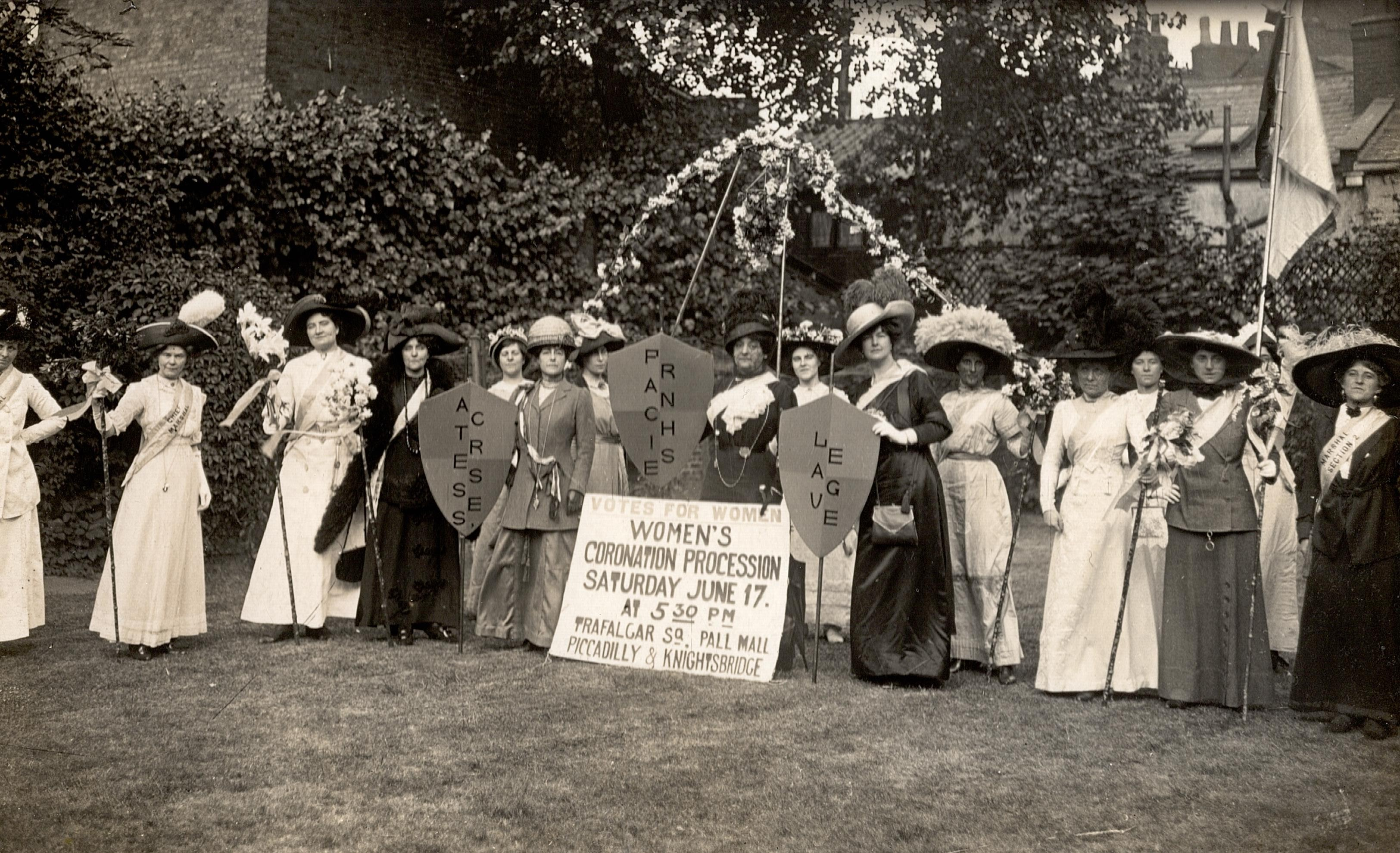
Schauspielerinnen der
„Actresses Franchise League“ bei der Women’s Coronation Procession

Die Women’s Coronation Procession (Krönungsmarsch der Frauen) fand am 17. Juni 1911 in Form eines Fest- und Demonstrationszugs in London statt, kurz vor der Krönung König Georgs V. Die von der Women’s Social and Political Union (WSPU) organisierte Demonstration forderte, das Frauenwahlrecht noch im Krönungsjahr zu beschließen.

## Vorgeschichte
Schon 1907 hatte der erste große Demonstration für das Frauenwahlrecht stattgefunden, es war der Mud March vom 9. Februar, der wegen des Dauerregens und des Schlammes so genannt wurde. Dieser Demonstrationszug beeinflusste zwar den unmittelbaren Gesetzgebungsprozess nicht, er hatte jedoch einen beträchtlichen Einfluss auf das öffentliche Bewusstsein und auf die zukünftigen Taktiken der Frauenbewegung. Große, friedliche, öffentliche Demonstrationen, die zuvor noch nie versucht worden waren, wurden Standardmittel der Wahlrechtskampagne; am 21. Juni 1908 nahmen bis zu einer halben Million Leute am Women’s Sunday, einer WSPU-Kundgebung im Hyde Park teil. Diese Demonstrationszüge machten deutlich, dass der Kampf für das Frauenwahlrecht die Unterstützung von Frauen aus allen Gesellschaftsschichten bekam.
In ihrer 1988er Studie der Wahlrechtskampagne beobachtet Tickner, dass  „modest and uncertain as it was by subsequent standards, [the Mud March] established the precedent of large-scale processions, carefully ordered and publicised, accompanied by banners, bands and the colours of the participant societies.“ (deutsch: „so bescheiden und unbestimmt wie er im Vergleich zu späteren Standards war, bildete er [der „Schlammmarsch“] das Beispiel für Demonstrationen im großen Stil, die sorgfältig geleitet und öffentlich bekannt gemacht wurden, die von Bannern, Kapellen und den Farben der teilnehmenden Verbände begleitet wurden.“)
Von 1907 bis zum Beginn des Ersten Weltkriegs hielten die National Union of Women’s Suffrage Societies (NUWSS) und die Suffragetten mehrere friedliche Demonstrationen ab. Am 13. Juni 1908 nahmen über 10.000 Frauen in London an einem Zug teil, der von der NUWSS  organisiert wurde, und am 21. Juni des gleichen Jahres fand der schon oben erwähnte Women’s Sunday im Hyde Park statt.

## Der „Krönungsmarsch der Frauen“

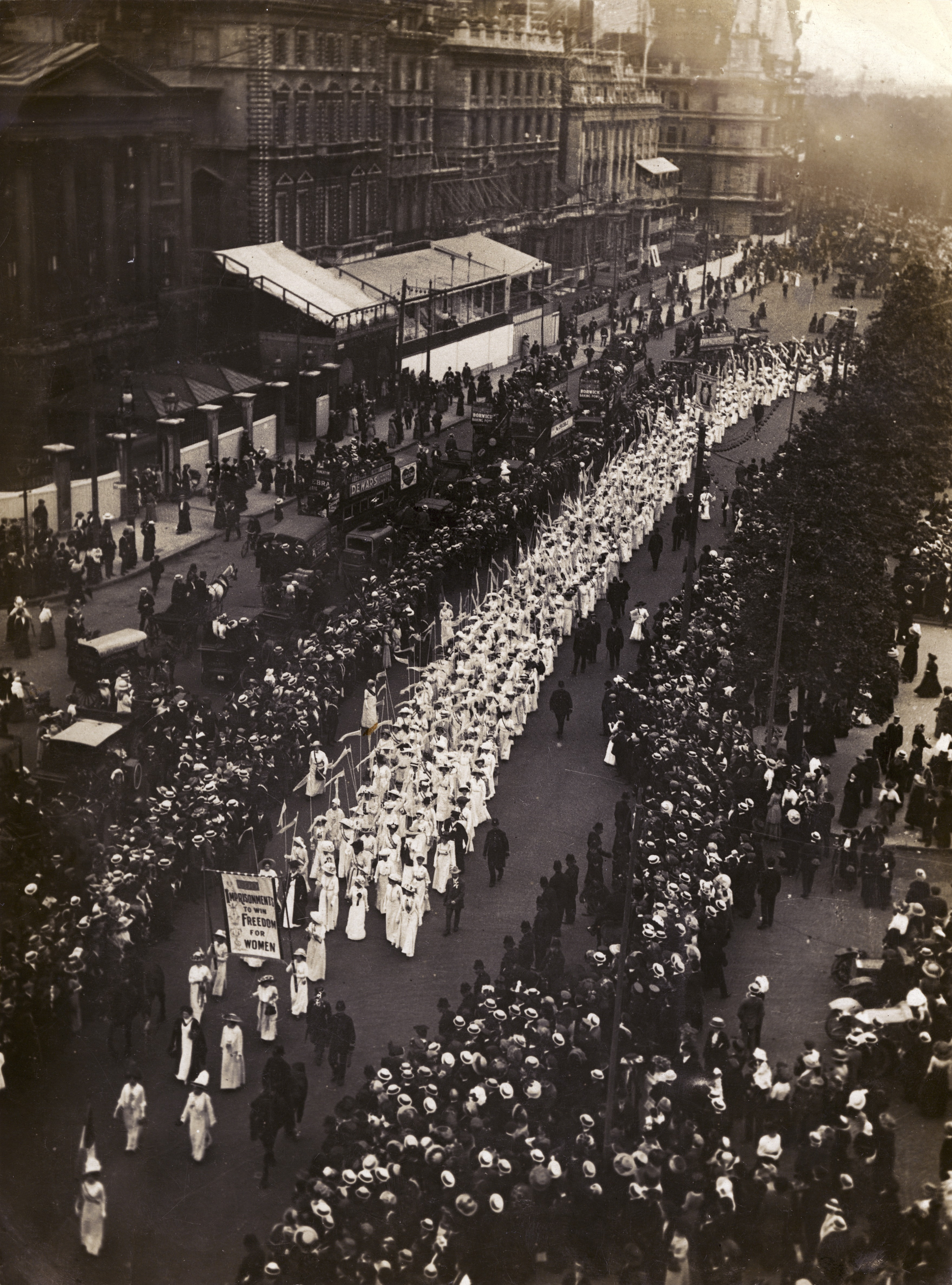
Die weiß gekleideten Frauen im Zug

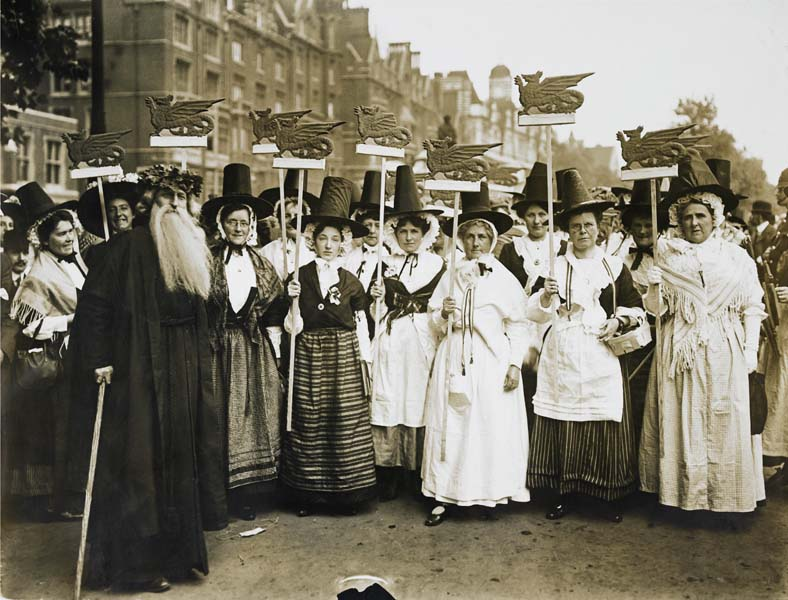
Walisische Frauen in ihrer Tracht marschieren mit

Rund 40.000 Personen marschierten von Westminster zur Royal Albert Hall im Süden von Kensington. Charlotte Despard und Flora Drummond führten als Reiterinnen den Zug an.
Annan Bryce folgte reitend im Kostüm der Johanna von Orléans und 700 Frauen und Mädchen in weißen Kleidern gingen dahinter. Sie wollten zeigen, wie viele Suffragetten im Gefängnis gewesen waren.
Kate Harvey, Edith Downing und Marion Wallace-Dunlop gehörten zu den Organisatorinnen und von Lolita Roy glaubt man dasselbe.

### Teilnehmerinnen aus Indien
Jane Cobden organisierte den Auftritt der Delegation aus Indien. Sumita Mukherjee sagte 2017 darüber folgendes:
„To exhibit the strength of support for the British suffrage movement throughout the Empire, the Women’s Social and Political Union (WSPU) sought to include an ‘Empire Paegant’ featuring representatives from India, Australia, New Zealand, South Africa and the West Indies. British suffragette Jane Cobden (Fisher Unwin) and others WSPU members were involved in coordinating these women, inviting them to join the procession. Under a banner featuring an elephant and emblazoned with ‘India’ marched a small contingent of Indian women. Very little is known about these five women, which attests to the overlooked history of Indian women’s involvement in British suffrage, although it is understood that some of them were already living in Britain. Sumita Mukherjee has identified three of the women as Mrs P L Roy, Mrs Bhagwati Bhola Nauth and Mrs Mukerjea.“
(deutsch: Um die Stärke der Unterstützung für die britische Frauenwahlrechtsbewegung im gesamten Empire zu demonstrieren, versuchte die „Women’s Social and Political Union“ (WSPU) einen 'Empire Paegant' einzubinden, der Vertreterinnen aus Indien, Australien, Neuseeland, Südafrika und den Westindischen Inseln aufweisen sollte. Die britische Suffragette Jane Cobden (Fisher Unwin ?) und andere Mitglieder der WSPU kümmerten sich um diese Frauen und luden sie ein, sich an der Demonstration zu beteiligen. Unter einem Banner, das einen Elephanten und groß den Schriftzug India zeigte, lief eine kleine Abordnung indischer Frauen mit. Man weiß nicht viel über die fünf Frauen, was zeigt, wie sehr man die Geschichte der Verwicklung indischer Frauen in den britischen Wahlrechtskampf vernachlässigt hat. Allerdings wird angenommen, dass einige von ihnen schon in Großbritannien lebten. Sumita Mukherjee hat drei der Frauen identifiziert als: Frau P L Roy, Frau Bhagwati Bhola Nauth und Frau Mukerjea.)

### Apothekerinnen
Elsie Hooper und andere Mitglieder der „National Association of Women Pharmacists“ schlossen sich dem Demonstrationszug an. Im Juni 1911 zeigte die Zeitschrift Chemist and Druggist Bilder von Apothekerinnen im Demonstrationszug und berichtete, dass sie im „Wissenschaftsteil des Zuges"“ gewesen war und mehrere andere Apothekerinnen den zweieinhalbstündigen Marsch mitgemacht hätten.